# Grammomys ibeanus
Grammomys ibeanus é uma espécie de roedor da família Muridae.
Pode ser encontrada nos seguintes países: Quénia, Malawi, Sudão, Tanzânia, Uganda e Zâmbia.
Os seus habitats naturais são: regiões subtropicais ou tropicais húmidas de alta altitude e matagal tropical ou subtropical de alta altitude.
Está ameaçada por perda de habitat.